# منارت رکوردز
منارت رکوردز (انگلیسی: Menart Records) شرکت نشر موسیقی کروات است، که در سال ۱۹۹۴ تأسیس شد.